# Katedra św. Anny w Leeds
Katedra w Leeds (ang. Leeds Cathedral) – katedra rzymskokatolicka w Leeds. Główna świątynia diecezji Leeds. Mieści się przy Cookridge Street.
Budowa świątyni rozpoczęła się w 1901 i zakończyła w 1904, konsekrowana w 1904. Projektantem świątyni był John Henry Eastwood. Reprezentuje styl neogotycki. Posiada jedną wieżę. Została odrestaurowana w 2006. Katedra znajduje się na liście zabytków Wielkiej Brytanii.